# سولومون ده براي

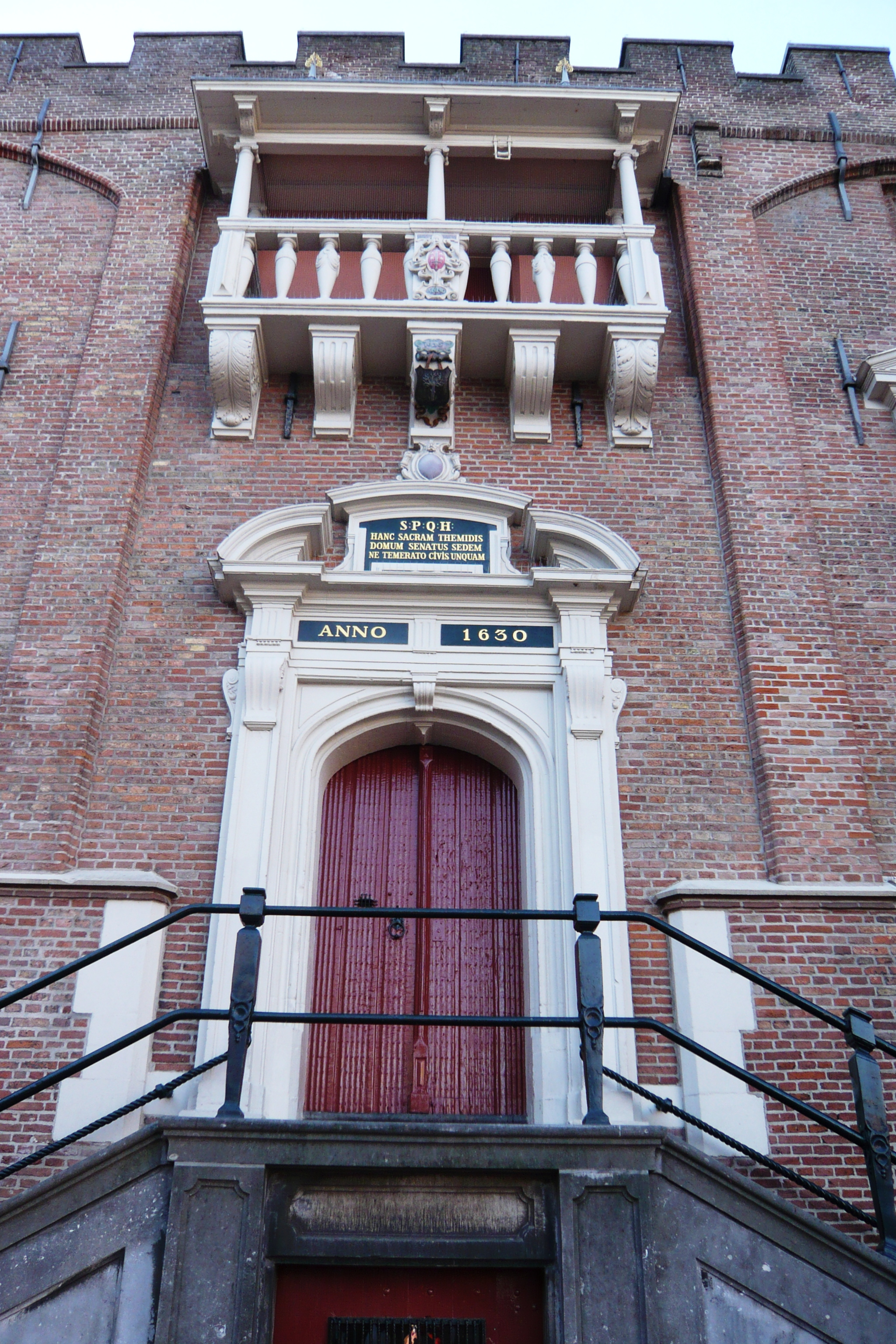
باب وبلكونة من صالة مدينة هارلم، من تصميم سولومون ده براي

سولومون ده براي (1597 – 11 مايو 1664) كان معمارياً ورساماً من العصر الذهبي الهولندي.